# Grand Prix of Denver 2006
Grand Prix of Denver 2006 var den tionde deltävlingen i Champ Car 2006. Racet kördes den 13 augusti på Denvers gator. A.J. Allmendinger tog sin fjärde seger för säsongen. Efter att inte ha vunnit på de två tävlingarna innan, kunde han rädda sina mästerskapschanser med vinsten. Mästerskapsledande Sébastien Bourdais gjord ett försök att ta andraplatsen från Paul Tracy som hade motorproblem under de sista varven. Tracy bromsade för sen, och körde rakt in i Bourdais i racets sista kurva. Bägge bilarna stannade på banan, och de bägge kom i handgemäng vid bankanten. Det var andra tävlingen i rad som Tracy slagits med en annan förare, och han blev av med ytterligare tre mästerskapspoäng för sitt uppträdande. Bruno Junqueira blev istället tvåa, med Dan Clarke på tredje plats.

## Slutresultat
| Plats | Förare             | Team                | Grid | Kvaltid  |
| ----- | ------------------ | ------------------- | ---- | -------- |
| 1     | A.J. Allmendinger  | Forsythe Racing     | 2    | 59,530   |
| 2     | Bruno Junqueira    | Newman/Haas Racing  | 7    | 1.00,029 |
| 3     | Dan Clarke         | HVM Racing          | 13   | 1.00,887 |
| 4     | Will Power         | Team Australia      | 11   | 1.00,405 |
| 5     | Nelson Philippe    | HVM Racing          | 10   | 1.00,333 |
| 6     | Paul Tracy         | Forsythe Racing     | 4    | 59,903   |
| 7     | Sébastien Bourdais | Newman/Haas Racing  | 1    | 59,096   |
| 8     | Justin Wilson      | RuSPORT             | 3    | 59,878   |
| 9     | Katherine Legge    | PKV Racing          | 15   | 1.01,370 |
| 10    | Charles Zwolsman   | Conquest Racing     | 12   | 1.00,453 |
| 11    | Jan Heylen         | Dale Coyne Racing   | 14   | 1.01,201 |
| 12    | Nicky Pastorelli   | Rocketsports Racing | 16   | 1.03,472 |
| 13    | Mario Domínguez    | Dale Coyne Racing   | 9    | 1.00,147 |
| 14    | Andrew Ranger      | Conquest Racing     | 6    | 1.00,007 |
| 15    | Oriol Servià       | PKV Racing          | 8    | 1.00,096 |
| 16    | Alex Tagliani      | Team Australia      | 5    | 59,919   |